# CEMIP
CEMIP (proteína inductora de migración celular), también conocida como KIAA1199 o HYBID, es una proteína involucrada en la despolimerización del ácido hialurónico (HA), un componente principal de glucosaminoglicanos de la matriz extracelular. Inicialmente, CEMIP fue descubierta en pacientes afectados por pérdida de audición no sindrómica y posteriormente se ha demostrado que desempeña un papel clave en la iniciación y progresión de tumores, así como en artritis, aterosclerosis y fibrosis pulmonar idiopática. A pesar de la vasta literatura que asocia a CEMIP con estas enfermedades su biología sigue siendo esquiva.

## Introducción
El gen CEMIP es muy estudiado en la investigación científica. Se ha descubierto que este gen codifica la proteína CEMIP, la cual desempeña un papel fundamental en una variedad de procesos biológicos.
En estudios recientes, se ha observado que CEMIP tiene la capacidad de interactuar con el ácido hialurónico y descomponerlo. Estos hallazgos han sido confirmados tanto en experimentos con seres humanos como con ratones, lo que destaca su relevancia y aplicabilidad en diferentes organismos.
Además, se ha encontrado una relación entre el gen CEMIP y condiciones como la pérdida de audición no sindrómica, así como diversos tipos de cáncer. Esto ha generado un gran interés en investigar más a fondo las funciones y los mecanismos de acción de este gen.
En resumen, el gen CEMIP es un componente esencial en la regulación de la migración celular y su interacción con el ácido hialurónico. Su papel en condiciones patológicas como la pérdida de audición y el cáncer lo convierte en un tema de estudio relevante en los campos de la biología y la medicina.

## Estructura
La configuración precisa de CEMIP continúa siendo un enigma debido a las complicaciones técnicas en su expresión y purificación. No obstante, el análisis secuencial revela una comprensión básica de su arquitectura de dominio. CEMIP se distingue por la presencia de una secuencia de señal N-terminal de 30 aminoácidos que dirige la proteína hacia la vía de secreción, un dominio G8, dos dominios GG, cuatro dominios PbH1 (repeticiones de hélice β y varios sitios de glicosilación a lo largo de la secuencia. Los dominios G8 y GG, encontrados también en proteínas asociadas a enfermedades humanas, se sospecha que desempeñan un papel en la afinidad y descomposición del ácido hialurónico.
A pesar de los intentos de modelar la estructura de CEMIP mediante técnicas de homología, solo se ha encontrado una plantilla adecuada para el primer dominio GG. Recientemente, el empleo de algoritmos de aprendizaje ha permitido la predicción de la estructura de CEMIP, corroborando la presencia de diversos dominios previamente identificados y revelando subdominios adicionales no conocidos previamente. Aunque estos modelos aún están limitados , resultan de gran valor para la interpretación y el diseño de nuevos experimentos en este campo.

## Localización
La proteína CEMIP se expresa en una amplia variedad de tejidos, sobre todo en el cerebro, la piel, la placenta, el pulmón, el testículo y el ovario, pero se expresa  notablemente  menos en el hígado, riñón y bazo.  Se cree que CEMIP se expresa en mayor cantidad en el cerebro, porque en este tejido no se expresan las enzimas HYAL1 y HYAL2. Por lo tanto, es probable que CEMIP tenga un papel importante en la catabolismo del ácido hialurónico, en tejidos que no expresan HYAL1 o HYAL2 (como el cerebro).

El gen KIAA1199 en el Cromosoma 15 (humano) 15q25, en la banda 25 se ha mapeado un gen supresor de tumores cerebrales. La expresión génica de este gen está estrechamente controlada por mecanismos reguladores genéticos y epigenéticos.
Originalmente se describió como una proteína específica del oído interno, sin embargo también se ha observado la presencia de la proteína KIAA1199 en el citoplasma y el núcleo en muestras de tejido de cáncer gástrico y de colon. Estudios detallados han revelado que esta proteína se encuentra dentro del retículo endoplasmático (RE) en distintos tipos de células. Se ha establecido una interacción entre KIAA1199 y una proteína específica del RE, conocida como proteína de unión a inmunoglobulina (BiP)/proteína regulada por glucosa (GRP-78), lo que respalda su localización en esta estructura celular. 
Los hallazgos sobre la ubicación intracelular de proteína CEMIP sugieren su posible papel en la regulación de procesos internos celulares, especialmente en la respuesta al estrés y en la modulación de la síntesis de proteínas. Además, la capacidad de ser secretada por algunas células implica que CEMIP podría tener funciones fuera de la célula, posiblemente en la comunicación entre células. Estos descubrimientos hacen ver la necesidad de más investigaciones para comprender el impacto de CEMIP en distintos contextos celulares y patologías.

## Función
Los primeros estudios han sentado las bases de más de 20 publicaciones sobre enfermedades humanas y el papel de KIAA1199 en la señalización celular, la adhesión, la migración y la proliferación en los tipos de cáncer humanos, especialmente en el cáncer de colon. También se ha observado que CEMIP está presente en otros tipos de cáncer, como el cervical y el de páncreas. En todos estos casos, su acción se limita a las células que recubren los órganos.

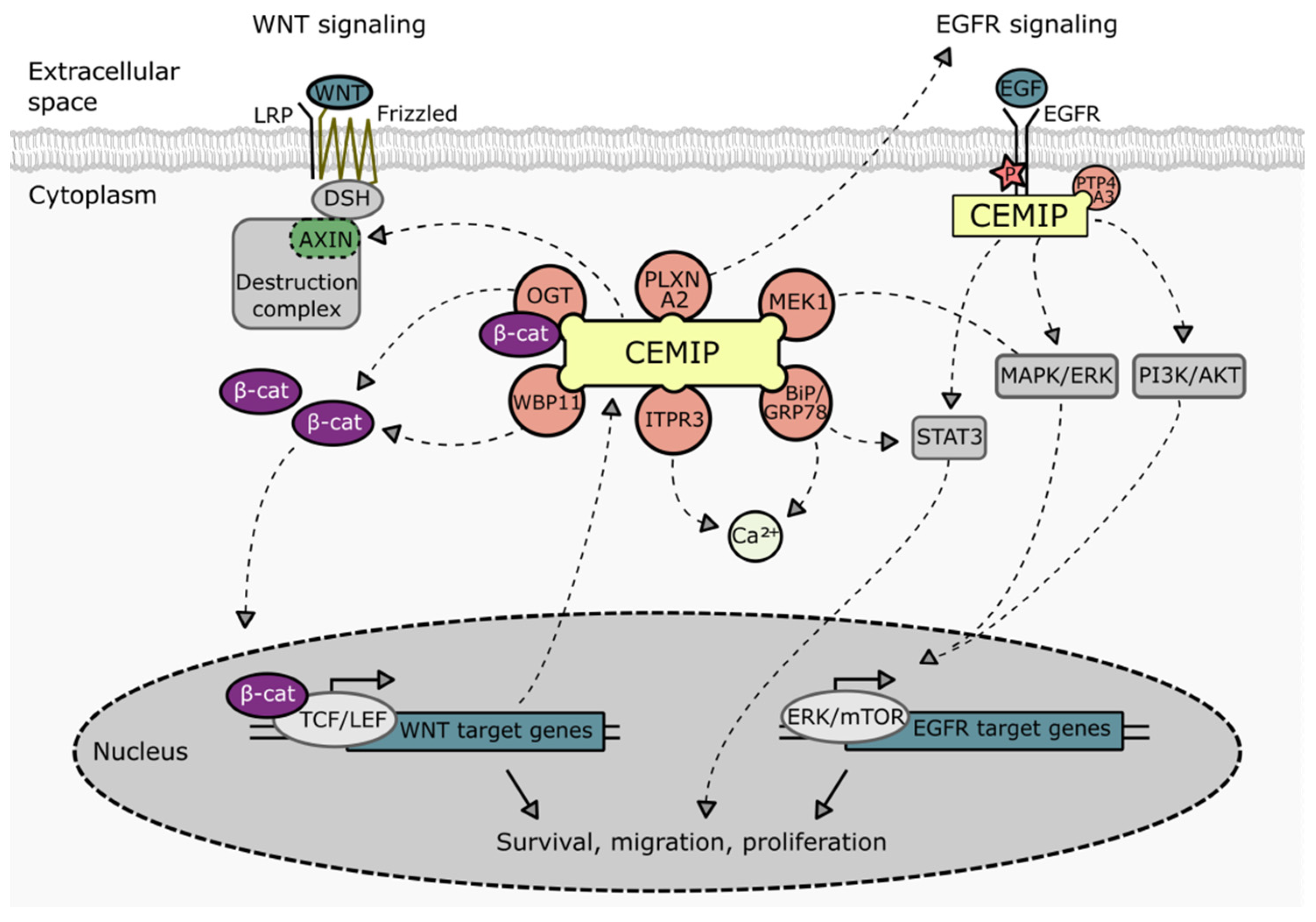
Representación esquemática de la participación de CEMIP en varias vías de señalización

Además, parece estar involucrado en un proceso llamado transición epitelial-mesenquimal (EMT), en el que las células cambian de apariencia y comportamiento. Este proceso se asocia con la formación de tumores  y su capacidad de propagación. Experimentos de laboratorio han demostrado que CEMIP puede influir en la EMT en varios cánceres.
Estudios en tejidos de pacientes con cáncer también han encontrado conexiones entre CEMIP y marcadores de la EMT. En resumen, CEMIP parece jugar un papel importante en la progresión del cáncer y en la adquisición de características que permiten a las células cancerosas extenderse.
CEMIP se expresa en una amplia gama de tejidos humanos normales, con el nivel más alto de expresión observado en el cerebro. Se demostró que la mutación de CEMIP estaba relacionada con la pérdida auditiva sistemática. La expresión desregulada de CEMIP maduro se ha detectado con frecuencia en cánceres y enfermedades relacionadas con la senescencia. CEMIP es importante para que las células cancerosas se muevan e invadan otros tejidos. Si se reduce esta proteína, las células cancerosas no pueden moverse tan fácilmente ni invadir otros tejidos, lo que disminuye la capacidad del cáncer para propagarse a otras partes del cuerpo.
- Rol en la señalización celular:

KIAA1199 parece estar implicada en controlar los niveles de calcio dentro de las células, lo que afecta a cómo las células se mueven. También podría estar relacionada con una vía de señalización llamada Wnt que influye en el crecimiento celular.
- Efecto en la matriz celular

En ciertas células de la piel, KIAA1199 parece ayudar a descomponer un componente importante llamado ácido hialurónico. Esto puede afectar cómo las células se comportan y pueden detener la formación de nuevos vasos sanguíneos en los tejidos.
- Papel en la progresión del cáncer

KIAA1199 es importante para que las células cancerosas se muevan e invadan otros tejidos. Si se reduce esta proteína, las células cancerosas no pueden moverse tan fácilmente ni invadir otros tejidos, lo que disminuye la capacidad del cáncer para propagarse a otras partes del cuerpo.

## Metástasis Pulmonar y CEMIP
El cáncer con metástasis pulmonar está asociado con un mal pronóstico y resultados terapéuticos desfavorables. Estudios han demostrado que un estroma endurecido puede promover la metástasis en varios tumores. Sin embargo, aún no está claro cómo el tejido pulmonar favorece a las células tumorales circulantes hagan metástasis en los pulmones. Se ha descubierto que la expresión de la proteína inductora de migración celular (CEMIP) esta estrechamente asociada con la metástasis pulmonar y puede promover la formación de un nicho pre-metastásico al aumentar la rigidez de la matriz pulmonar. Además, un aumento de CEMIP en suero indica la gravedad de los cambios fibrosos pulmonares en pacientes con metástasis pulmonar. Al centrarse directamente en CEMIP, la pirfenidona puede inhibir la vía de señalización CEMIP/TGF-β1/Smad y reducir el endurecimiento de las metástasis pulmonares, demostrando una  actividad antitumoral. La combinación de pirfenidona con sorafenib puede suprimir mejor la  metástasis pulmonar en comparación con solo sorafenib. Este estudio es el primero que destaca a CEMIP como un objetivo potencial para la prevención y tratamiento de la metástasis pulmonar.